# Liste der Generalvikare des Bistums Osnabrück
Die folgenden Personen waren als Generalvikare des Bistums Osnabrück tätig und fungierten damit als Stellvertreter des Bischofs von Osnabrück und Leiter des Generalvikariats, d. h. der Verwaltungsbehörde des Bistums Osnabrück.
| Name                         | Amtszeit  |
| ---------------------------- | --------- |
| Carl Anton Lüpke             | 1829–1855 |
| Johann Heinrich Beckmann     | 1858–1866 |
| Bernhard Höting              | 1867–1882 |
| Johann Rudolph Joseph Schade | 1884–1893 |
| Lambert Pohlmann             | 1894–1907 |
| Franz Harling                | 1907–1918 |
| Augustinus Lohmeyer          | 1918      |
| Hermann Heinrich Ganseforth  | 1919–1927 |
| Konrad Seling                | 1927–1948 |
| Otto Lüfolding               | 1949–1955 |
| Johannes von Rudloff         | 1955–1956 |
| Helmut Hermann Wittler       | 1956–1957 |
| Johannes von Rudloff         | 1957      |
| Wilhelm Ellermann            | 1957–1975 |
| Heinrich Heitmeyer           | 1975–1997 |
| Theo Paul                    | 1997–2020 |
| Ulrich Beckwermert           | 2020–2023 |